# James Campbell

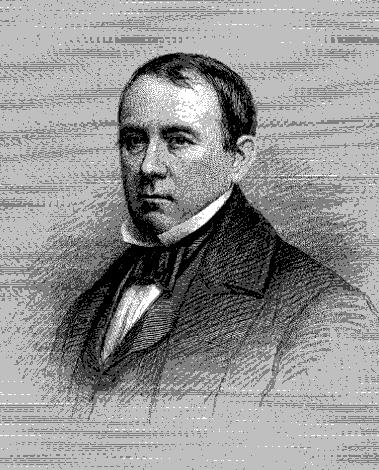
James Campbell

James Campbell (* 1. September 1812 in Philadelphia, Pennsylvania; † 27. Januar 1893 ebenda) war ein US-amerikanischer Politiker aus dem Bundesstaat Pennsylvania und Postminister der Vereinigten Staaten während der Amtsperiode von Präsident Franklin Pierce.

## Werdegang
James Campbell, Sohn von Anthony Campbell, wurde 1812 in Philadelphia geboren. Sein Großvater, George Campbell, kam ursprünglich aus Fintona im County Tyrone in Irland. James besuchte eine Privatschule in Geraldus Stockdale, studierte Jura bei Robert D. Ingraham und wurde am 14. September 1833 als Anwalt zugelassen. Am Tag darauf wurde er zum Kommissar des Bezirks von Southwark ernannt und war in dieser Funktion bis zu seiner Berufung in den Bildungsausschuss (Board of education) tätig. Am 16. April 1840 verabschiedete er die Resolution, mit der die Girls’ High School von Philadelphia gegründet wurde.
Er war im Bildungsausschuss bis 1840 tätig, als ihn Gouverneur David Rittenhouse Porter zum Richter am Court of Common Pleas, Vormundschaftsgericht (Orphans's Court), sowie des Court of Oyer and Terminer ernannte, eine Position, die er bis zum 1. Januar 1851 hielt, als die richterlichen Ämter in Pennsylvania wahlfrei wurden.
Nominiert für den Posten des Richters am Supreme Court, in einem Zeitabschnitt als der Know-Nothingismus und die antikatholischen Empfindungen weit verbreitet waren, wurde er geschlagen, obgleich seine vier demokratischen Kollegen gewählt wurden. Gouverneur William Bigler ernannte ihn daraufhin zum Attorney General von Pennsylvania, ein Amt, das er bis zum 4. März 1853 innehatte, als ihn US-Präsident Pierce als Postmaster General in sein Kabinett holte, wo er bis zum 4. März 1857 verblieb. Campbells Kabinettseinsatz muss als Konzession an jenen Flügel der Demokraten angesehen werden, der 1852 James Buchanans Präsidentschaftnominierung unterstützte. Ferner half die Nominierung Campbells, der ein Katholik war, Pierce dabei, Boden bei den Iren gutzumachen.
Campbell kandidierte 1861 gegen Charles R. Buckalew um den Posten im US-Senat, wurde aber mit einer Stimme Mehrheit in Pennsylvanias Legislative geschlagen, die zu jener Zeit die Senatoren wählte. 1873 wurde er in den Verfassungskonvent von Pennsylvania gewählt, lehnte den Posten jedoch wegen seiner schlechten Gesundheitszustandes dankend ab.
Für einen Zeitraum von 25 Jahren war er der Präsident des Kuratorium (Board of trustees) des Jefferson Medical College, sowie Vizepräsident des Saint Joseph’s Orphan Asylum (des ältesten gegründeten römisch-katholischen Heims in den Vereinigten Staaten, gepachtet 1807.)
Am 3. September 1869 wurde er durch die Richter des Philadelphia County zu einem Mitglied des Board of City Trusts berufen, der unter seiner Obhut 42 City Trusts hatte, einschließlich des Girard College und des Wills' Eye Hospital. Er fungierte bis zu seinem Tod in dieser Position.
Richter Campbell betrachtete seine Verpflichtungen, ob als Beamter oder als Treuhänder, als Aufgabe einer höheren Ordnung und eines größeren Nutzens für die Gesellschaft. Er war ein gerader und starker Richter, der sich selbst als zu Weise und Treu ansah, bis die Aufgaben erledigt waren. Sogar mit all den Sorgen, die ihn umgaben, reagierte er schon immer auf die geringsten Rufe nach Unterstand von Armen und Kranken. Er besuchte täglich das St. Joseph’s Orphan Asylum, das Girard College, sowie das Krankenhaus, untersuchte die Bedingungen im Detail und erachtete sie insofern als sicher, wenn sie auf sein eigenes Leben verwiesen oder auf seinen eigenen Haushalt.
Campbell verstarb am 27. Januar 1893 in Philadelphia. Vor seinem Tod war er das noch letzte lebende Mitglied von Pierces Kabinett.